# Нижние Деревеньки
Ни́жние Дереве́ньки — село в Льговском районе Курской области России. Входит в Большеугонский сельсовет.

## История

### XVIII век
Сведения о раннем заселении района можно найти и в книге «Гетман Мазепа в роли Великоросского помещика», изданной в 1898 году:
В 1699 году Мазепа купил у русских помещиков земли в Рыльском уезде и основал там несколько десятков слобод. В 1703 году царь дал на них «и на иныя купленные и поступныя села и деревни, мельницы и земли и сенные покосы… жалованную грамоту».
Поскольку основатель предоставил переселенцам льготы и взимал лишь небольшой налог, слух о «земле обетованной» быстро распространился в окрестности. И толпы переселенцев хлынули в эти места.
«Село Нижние Деревеньки. Поселено в 1599 году. «По описи в 1708 г. для вотчинной конторы кн. А.Д. Меньшикова было населено: Пляцные - Черкасы: Дворов 3. Мужчин 15. Женщин 15. Пляц. 1¼. Русские: Дворов 233. Мужчин 889. Женщин 685. Пляц. 82¼. Безпашенные - 0. Число винокуренных котлов: 14.» На реке Деревеньках. — 4 мельницы, в них 5 жерновов». Оно было вторым после Ивановского торговым селом в вотчинах Мазепы. Село стояло при Сейме, на котором был перевоз, доставлявший потому времени солидный доход 20 рублен в год. На этом месте был ранее Татарский перелаз.
Когда Мазепа изменил России, его владения были переданы А. Д. Меншикову, а затем в казну. Анна Иоанновна пожаловала их 
Н. Ф. Головину. Адмирал своё состояние завещал «жившей с ним незаконной жене Гозенфлихт» с детьми. Однако в 1750 г. Петер Август Шлезвиг-Гольштейн-Зондербург-Бекский добился, чтобы императрица Елизавета наследственное владение с ярким, броским таким названием Нижние Деревеньки у Гозенфлихтов отняла и законной наследнице Наталье Николаевне герцогине Гольштейн-Бекской, урожденной Головиной, вернула.
Следующим владельцем села была внучка графа Н. Ф. Головина и дочь Петера Август Шлезвиг-Гольштейн-Зондербург-Бекского — принцесса Екатерина Петровна Гольштейн-Бек. Принцесса вышла замуж за генерал-поручика князя Ивана Сергеевича Барятинского и принесла ему свои владения в качестве приданого.
«В 1785 г. в селе Нижние Деревеньки было две церкви деревянные, господский дом, в каждую неделю по пятницам бывают торги, для которых и жительствуют тут из ближних городов купцы. Положение имеет то село на речке Деревеньки близ реки Семи, принадлежит её ж светлости.»

### XIX век
После смерти Ивана Сергеевича Барятинского в 1811 году эти земли унаследовал его старший сын Иван Иванович Барятинский — строитель дворцово-паркового комплекса «Марьино». Третья часть, куда и входили Нижние Деревеньки, отошла к его сестре княжне Анне Ивановне Барятинской, которая вышла замуж за обер-гофмаршала, президента Придворной конторы графа Николая Александровича Толстого.
Затем имение принадлежало их сыну — шталмейстеру двора графу Александру Николаевичу Толстому, который жил постоянно в Париже и своими землями практически не интересовался. Согласно данным второго тома Географическо-статистического словаря Российской Империи, изданного в 1860 году (С. 38):
«Деревеньки Нижния, село (казенное и владельческое) Льговского уезда, в 2 верстах от Льгова, на Рыльском почтовом тракте, при pp. Сейм, Деревеньки, Апоке. Число жителей 1885 душ обоего пола, 210 дворов, прекрасная владельческая усадьба (граф А. Н. Толстой), больница, конный завод и 2 однодневные ярмарки в году. Село прекрасно обстроено. Оба эти села находились прежде во владении гетмана Мазепы».
К 1862 году в селе Нижние Деревеньки было 395 душ крепостных. Барский дом был одноэтажным и совсем небольшим. После смерти А. Н. Толстого и его жены фельдмаршал Александр Иванович Барятинский (вышедший к тому времени в отставку) получил Нижние Деревеньки  согласно духовному завещанию своего двоюродного брата..

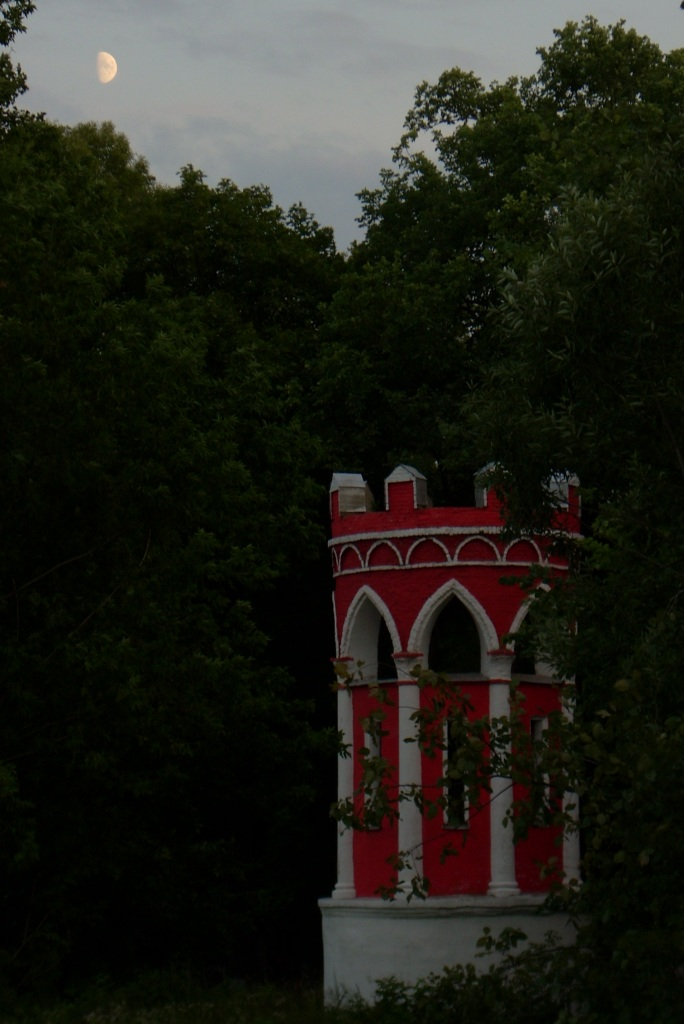
Башня Шамиля

Наместник Кавказа и руководитель разгрома войск Шамиля "продолжал заниматься общими государственными вопросами, был в переписке с Императором, состоявшим в то время во главе всех самых важных преобразований и реформ Великим князем Константином Николаевичем и с разными лицами высшего служебного мира. Он много читал и интересовался самыми разнородными предметами. В одно и тоже время он с таким же увлечением занимался мелочами по устройству дома, выписывал из Петербурга и из-за границы мебель и пр. Его воображение было в беспрестанной деятельности; он даже предлагал строить новый большой дом в Деревеньках и, выписанный им из Берлина, какой-то знаменитый архитектор начертал уже вскоре план огромного здания с залами, с домовой церковью, с террасами, с фонтанами и водопадами". 
В 1870—1871 гг. по проекту итальянского архитектора К. Росси его брат Владимир на территории имения построил декоративную трёхъярусную башню с ведущей на смотровую площадку винтовой лестницей, получившей в народе название «Башня Шамиля». Она стала визитной карточкой г. Льгова: по легенде, здесь останавливался в качестве гостя пленный предводитель горцев Шамиль и с башни любовался окрестностями. Народная молва утверждает, что в ней он молился… так и закрепился в названии башенки факт пребывания на Курской земле этой исторической личности.

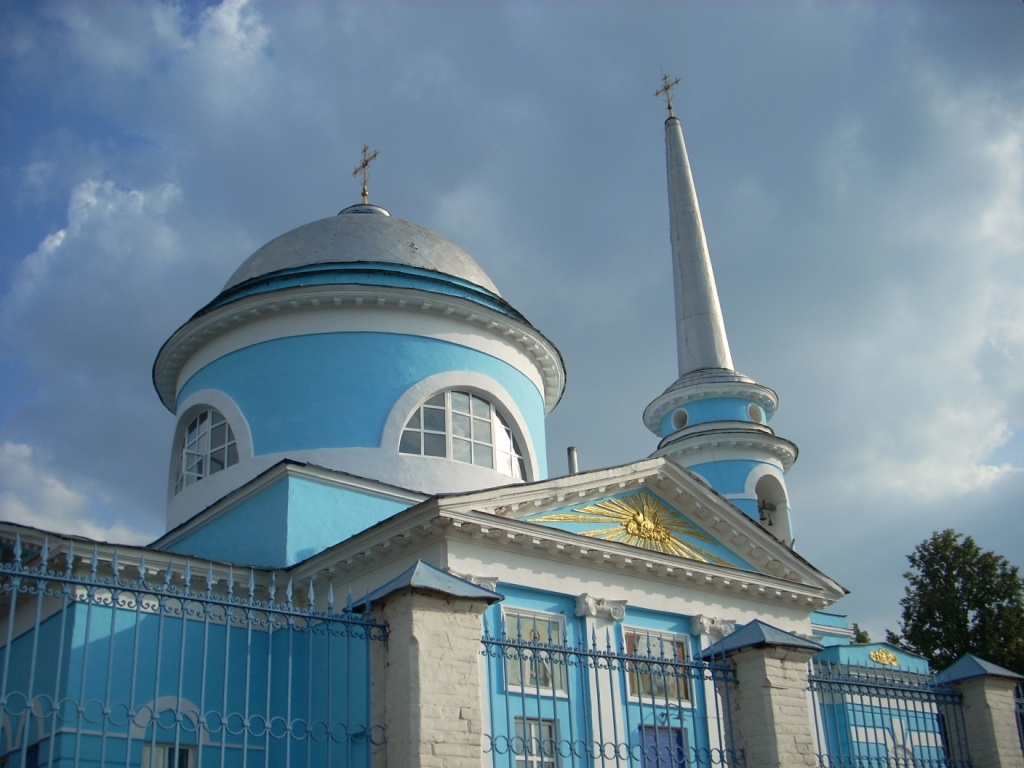
Церковь Успения Пресвятой Богородицы в Нижних Деревеньках. 1839 г.

На семейном совете Александр Иванович Барятинский уступил имение своему младшему брату Виктору Ивановичу, который выстроил здесь большой дом с оригинальной системой отопления. Двухэтажный господский особняк из кирпича был построен в стиле неоклассицизма с элементами модерна. Он соединялся с флигелем одноэтажным переходом, в котором находился зимний сад. Вся усадьба была огорожена ажурной кирпичной стеной, на западном въезде «в укрепление» гостей встречала сторожка лесничего. А северо-восточный угол был акцентирован «башней Шамиля». Это имение даже было представлено от России на Всемирной выставке в Париже и получило золотую медаль, как образцовое.
В 1885 году в имении поселился старший сын В. И. Барятинского, Иван Викторович. Ему были переданы права на наследование имения, так как Виктор Иванович переехал в имение жены село Груновку Суджанского уезда (где занимался общественными делами в качестве почётного мирового судьи и земского гласного), а - в 1992 - уехал с женой, старшим сыном и дочерьми - в Италию.
По сведениям из книги «Россия. Полное географическое описание нашего отечества», изданной в 1902 году:
«На полпути во Льгов, не доезжая трех верст до него, расположено довольно молодое село Нижние Деревеньки, имеющие 2 400 жителей, волостное управление, школу, богадельню, несколько лавок и кирпичные заводы. Ныне Нижне-Деревенское имение принадлежит князю Виктору Ивановичу Барятинскому, заключает в себе около 13 тысяч десятин земли и разделено на 12 ферм. Имение замечательно по своему усовершенствованному полеводству, пчеловодству, плодоводству и большой водяной мельнице на реке Сейм. …В городе есть питомник лесного ведомства и местное общество сельского хозяйства.»
В 90-х годах XIX века князь И. В. Барятинский в селе Нижние Деревеньки открыл столярные классы и мастерскую корзиночного производства, где кроме грамоты крестьянские дети овладевали навыками ремесла, выходили в трудовую жизнь подготовленными. Его инициативу поддержали другие помещики уезда. Стараниями князя, председателя уездного сельскохозяйственного общества, во Льгове появился первый дипломированный агроном, открылись технические классы по изучению с/х машин и оборудования. Даже местную газету «Сельский вестник» решено было доставлять подписчикам бесплатно «…как издание, имеющее исключительную цель — развитие народа». Помимо просветительских, у него появлялось немало чисто коммерческих идей. Так, князь предлагал открыть на платформе ж/д станции Льгов специальную витрину, в которой выставить образцы зерна с пояснениями «…какое количество предназначено для продажи, по какой цене, из какого населенного пункта уезда и как туда добраться».

## География
Село находится на реке Сейм (в месте слияния двух её притоков: Апоки и Быка), в 48 км от российско-украинской границы, в 62 км к юго-западу от Курска, в 1 км к северо-востоку от районного центра — города Льгов, в 10 км от центра сельсовета — села Большие Угоны.
Улицы
В селе улицы: Куйбышева, Курская, Полуянова, Советская.
Климат
Нижние Деревеньки, как и весь район, расположены в поясе умеренно континентального климата с тёплым летом и относительно тёплой зимой (Dfb в классификации Кёппена).
| Показатель                                                                      | Янв. | Фев. | Март | Апр. | Май  | Июнь | Июль | Авг. | Сен. | Окт. | Нояб. | Дек. | Год  |
| ------------------------------------------------------------------------------- | ---- | ---- | ---- | ---- | ---- | ---- | ---- | ---- | ---- | ---- | ----- | ---- | ---- |
| Средний суточный максимум, °C                                                   | −3,9 | −2,8 | 3,1  | 13,2 | 19,5 | 22,7 | 25,3 | 24,6 | 18,3 | 10,7 | 3,6   | −1   | 11,1 |
| Средняя температура, °C                                                         | −5,9 | −5,4 | −0,5 | 8,4  | 14,8 | 18,4 | 20,9 | 20   | 14,1 | 7,4  | 1,4   | −2,9 | 7,6  |
| Средний суточный минимум, °C                                                    | −8,4 | −8,5 | −4,6 | 2,9  | 9,2  | 13,1 | 15,9 | 14,9 | 9,9  | 4,1  | −0,9  | −5,1 | 3,5  |
| Норма осадков, мм                                                               | 50   | 44   | 48   | 50   | 63   | 71   | 77   | 54   | 57   | 57   | 48    | 49   | 668  |
| Источник: Погода по месяцам c ru.climate-data.org(дата обращения: Октябрь 2021) |      |      |      |      |      |      |      |      |      |      |       |      |      |

Часовой пояс
Село Нижние Деревеньки, как и вся Курская область, находится в часовой зоне МСК (московское время). Смещение применяемого времени относительно UTC составляет +3:00.

## Население
| 1860 | 1902  | 2002 | 2010 |
| ---- | ----- | ---- | ---- |
| 1885 | ↗2400 | ↘717 | ↘583 |

## Инфраструктура
Личное подсобное хозяйство. В селе 331 дом.

## Транспорт
Нижние Деревеньки находится в 2 км от автодороги регионального значения 38К-017 (Курск — Льгов — Рыльск — граница с Украиной) как часть европейского маршрута E38, в 0,5 км от автодороги 38К-042 (38К-017 — Льгов), на автодороге межмуниципального значения 38Н-373 (38К-017 – Сугрово – ст. Льгов), в 1,5 км от ближайшей ж/д станции Льгов-Киевский (линии: Льгов I — Подкосылев, 322 км — Льгов-Киевский, Льгов-Киевский — Курск и Навля — Льгов-Киевский). Остановка общественного транспорта.
В 143 км от аэропорта имени В. Г. Шухова (недалеко от Белгорода).